# Lisa Duffy
Lisa Duffy, född 16 juli 1993, är en svensk friidrottare (sprinter) som tävlar för klubben Hässelby SK.

## Personliga rekord
| Utomhus - 100 meter – 12,54 (Göteborg, Sverige 9 juli 2011) - 200 meter – 24,47 (Borås, Sverige 1 september 2013) - 400 meter – 53,44 (Helsingborg, Sverige 26 augusti 2017) | Inomhus - 200 meter – 25,32 (Norrköping, Sverige 16 februari 2013) - 400 meter – 55,83 (Uddevalla, Sverige 24 februari 2013) |

### Fotnoter
1. ↑  ”Tävlingsårsskiftesövergångar 15 november 2011”. friidrott.se. 15 november 2011. Arkiverad från originalet den 16 november 2016. https://web.archive.org/web/20161116014915/http://www.friidrott.se/forbundsinfo/overgangar/arsskifte1112.aspx. Läst 13 oktober 2017.
2. ↑  ”Stora SM 2012, dag 2”. swedishtiming.se. Arkiverad från originalet den 30 augusti 2012. https://web.archive.org/web/20120830084623/http://www.swedishtiming.se/resultat/120825.htm. Läst 16 april 2013.
3. ↑  ”Stora SM 2013, dag 3”. trackandfield.se. Arkiverad från originalet den 3 september 2013. https://web.archive.org/web/20130903075045/http://www.trackandfield.se/resultat/2013/130831.htm. Läst 2 september 2013.
4. ↑  ”Stora SM 2015, dag 2”. trackandfield.se. Arkiverad från originalet den 6 juli 2016. https://web.archive.org/web/20160706161848/http://www.trackandfield.se/resultat/2015/150808.htm. Läst 31 oktober 2015.
5. ↑  ”Stora SM 2016”. Arkiverad från originalet den 23 augusti 2017. https://web.archive.org/web/20170823210252/http://212.247.216.72/friidrott/sm16/Resultat.php. Läst 1 november 2016.
6. ↑  ”Stora SM 2017”. Arkiverad från originalet den 2 oktober 2017. https://archive.today/20171002101026/http://www.trackandfield.se/resultat/2017/170825_27.htm. Läst 1 oktober 2017.
7. ↑  ”Stafett-SM 2012”. trackandfield.se. Arkiverad från originalet den 19 november 2015. https://web.archive.org/web/20151119081103/http://www.trackandfield.se/resultat/2012/120908_09.htm. Läst 17 april 2013.
8. ↑  ”Stafett-SM 2013”. huddinge-friidrott.org. Arkiverad från originalet den 4 mars 2016. https://web.archive.org/web/20160304222253/http://www.huddinge-friidrott.org/tavlingar/13/stafettsm/resultat.htm. Läst 29 maj 2013.
9. ↑  ”Stafett-SM 2015”. smfriidrott.com. Arkiverad från originalet den 24 november 2015. https://web.archive.org/web/20151124055051/http://www.smfriidrott.com/tavling/stafett-sm-2015/resultat. Läst 31 oktober 2015.
10. ↑  ”Stafett-SM 2018-05-26/27”. trackandfield.se. Arkiverad från originalet den 30 augusti 2018. https://web.archive.org/web/20180830094024/http://trackandfield.se/resultat/2018/180526_27.htm. Läst 5 september 2018.
11. ↑  ”Stafett-SM 2019-05-25/26”. huddingeais.se. https://data.huddingeais.se/tavling/19/stafettsm/190525.htm. Läst 25 augusti 2019.
12. ↑  ”Stora inne-SM 2013, resultat”. trackandfield.se. Arkiverad från originalet den 20 februari 2013. https://web.archive.org/web/20130220083140/http://www.trackandfield.se/Resultat/2013/130215.htm. Läst 18 februari 2013.
13. 1 2 3 4 5 6  ”Personsida hos IAAF” (på engelska). iaaf.org. https://www.iaaf.org/athletes/sweden/lisa-duffy-276362. Läst 11 oktober 2019.
14. 1 2  ”Personsida på European Athletics' webbplats” (på engelska). european-athletics.org. http://www.european-athletics.org/athletes/group=d/athlete=136245-duffy-lisa/index.html. Läst 11 oktober 2019.